# Santo António (Funchal)

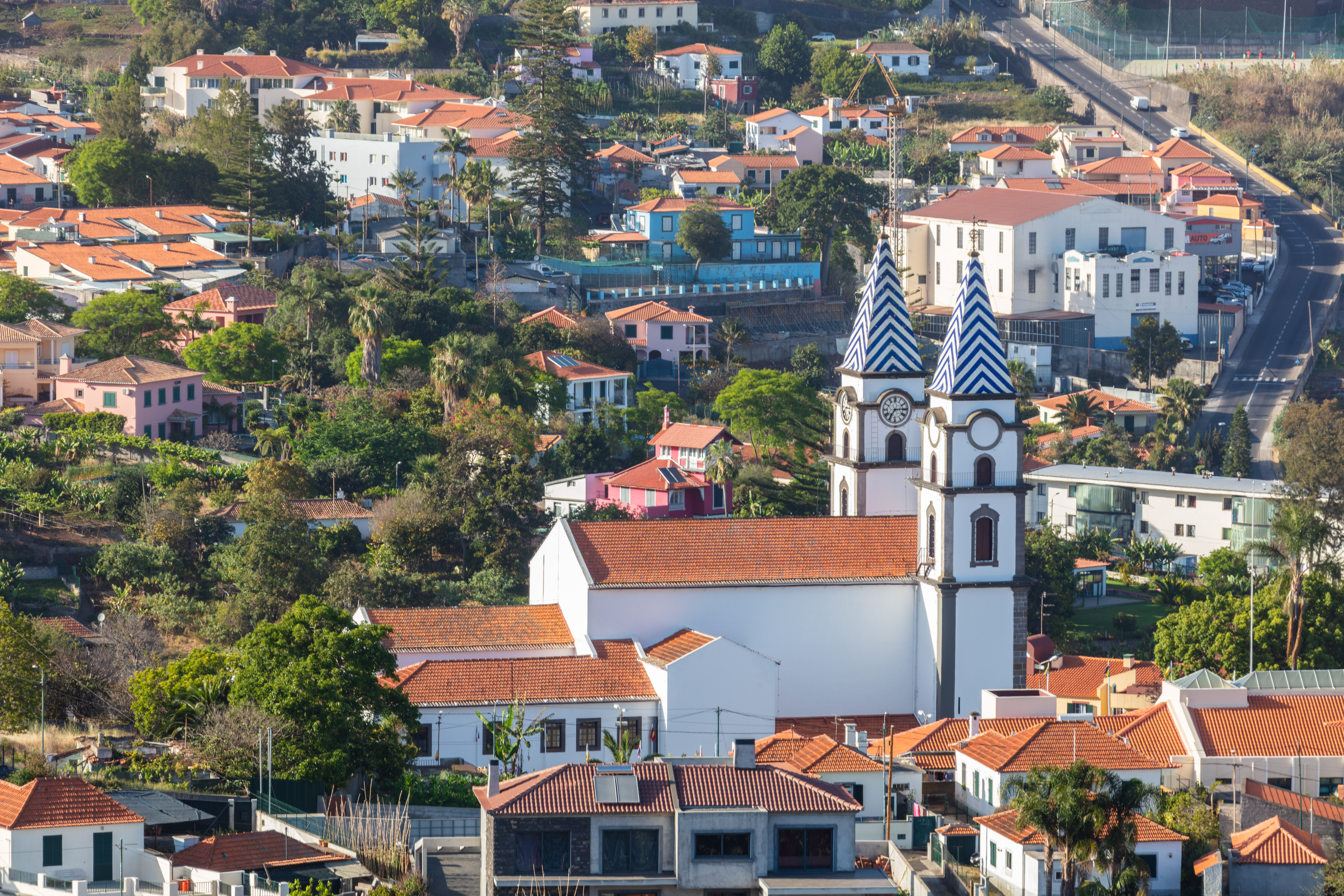
Igreja de Santo António

Santo António ist eine portugiesische Gemeinde (Freguesia) im Kreis Funchal. In ihr leben 25.940 Einwohner (Stand 19. April 2021).
Mit 22,16 km² ist es die flächenmäßig größte Gemeinde Funchals. Hier befindet sich der Pico do Arieiro, mit 1.818 m der dritthöchste Berg Madeiras. Die Gemeindekirche Igreja de Santo António ist eine der größten Kirchen Funchals und weithin sichtbar. 